# Bellagio
Bellagio – miejscowość i gmina we Włoszech, w regionie Lombardia, w prowincji Como. Bellagio jest najważniejszym kurortem turystycznym nad Lago di Como. Znajdują się tu eleganckie hotele, zabytkowe wille, a w historycznym centrum liczne sklepy, butiki, bary i restauracje. Miasto posiada regularne połączenia promowe z sąsiednimi miejscowościami położonymi nad jeziorem Como.

## Historia
- ok. I wiek p.n.e. – pierwsza osada, Bilacus, założona przez Rzymian
- XIX wiek – osada rybacka została przekształcona w ekskluzywną miejscowość wypoczynkową, powstawało tu wiele willi z pięknymi ogrodami m.in. Villa Melzi (1815) i Villa Serbelloni.

## Miasta partnerskie
- Altea, Hiszpania
- Bad Kötzting, Niemcy
- Sherborne, Wielka Brytania
- Bundoran, Irlandia
- Chojna, Polska
- Granville, Francja
- Holstebro, Dania
- Houffalize, Belgia
- Judenburg, Austria
- Karkkila, Finlandia
- Kőszeg, Węgry
- Marsaskala, Malta
- Meerssen, Holandia
- Niederanven, Luksemburg
- Oxelösund, Szwecja
- Preny, Litwa
- Preweza, Grecja
- Sesimbra, Portugalia
- Türi, Estonia
- Sigulda, Łotwa
- Sušice, Czechy
- Zwoleń, Słowacja

## Linki zewnętrzne

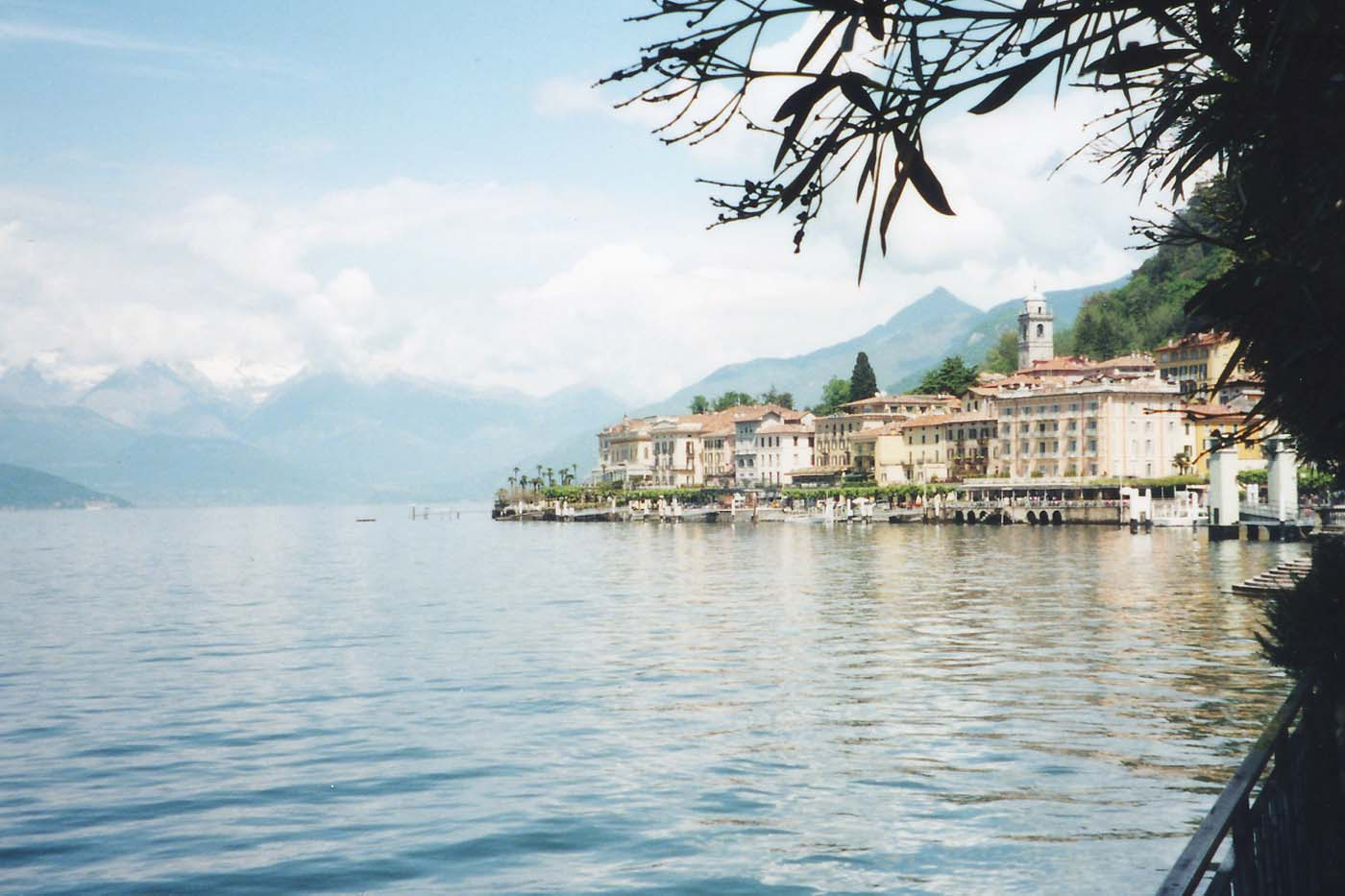
Bellagio i jezioro Como